# Mannsdorf an der Donau
Mannsdorf an der Donau ist eine Gemeinde mit 336 Einwohnern (Stand 1. Jänner 2024) im Bezirk Gänserndorf in Niederösterreich.

## Geografie
Mannsdorf an der Donau liegt am Südrand des Marchfeldes im Weinviertel in Niederösterreich. Die Donau im Süden fließt in einer Höhe von 150 Meter über dem Meer. Nur wenige Punkte der Gemeinde liegen höher als 160 Meter. Die Fläche der Gemeinde umfasst 10,31 Quadratkilometer. Mehr als siebzig Prozent der Fläche sind landwirtschaftliche Nutzfläche, zwölf Prozent sind bewaldet und zehn Prozent sind Wasserfläche.

### Gemeindegliederung
Es gibt nur die Katastralgemeinde Mannsdorf an der Donau.

### Nachbargemeinden
|                    | Andlersdorf                                 |                             |
| Groß-Enzersdorf    | Kompassrose, die auf Nachbargemeinden zeigt | Orth                        |
| Fischamend (Bruck) |                                             | Haslau-Maria Ellend (Bruck) |

## Geschichte
Funde im Gemeindegebiet zeigen, dass Mannsdorf schon in der Bronzezeit besiedelt war.
Die erste urkundliche Erwähnung stammt aus dem Jahr 1377 als Mannersdorf bei Orth und 1417 als Mènsdorf. Der Name kommt vermutlich vom Namen Meginher oder Meginhart.
Der ältere Ortsteil ist Untermannsdorf. Wegen häufiger Überschwemmungen siedelte man dann später im etwa 1,5 Meter höheren Obermannsdorf. Eigentümer zu dieser Zeit waren die Herrschaft Esslingen, die Herrschaft Orth und auch die Veste Sachsengang hatte Grundbesitz in Mannsdorf.
Auf der Flucht vor den Türen siedelten sich im 16. Jahrhundert viele Kroaten an. So wurde 1601 Laurentius Ugmair Pfarrer in Probstdorf, zu dem Mannsdorf gehörte, da er der „crabatischen Sprache“ mächtig war. Im Jahr 1683 wurde die Kirche zur Ehre des hl. Franz Xaver als Filialkirche von Probstdorf gebaut. Seit 1783 gehört Mannsdorf zur Pfarre Orth.
Um die Hochwassergefahr zu bannen, wird 1884 ein Schutzdamm errichtet.
Im Siedlerputsch von Oberau besetzten Arbeitslose aus Wien die Au zwischen Mannsdorf und Orth an der Donau. Laut Adressbuch von Österreich waren im Jahr 1938 in der Ortsgemeinde Mannsdorf ein Fleischer, zwei Gastwirte, zwei Gemischtwarenhändler, ein Sattler, zwei Schmiede, ein Schuster, zwei Trafikanten, ein Tischler und zahlreiche Landwirte ansässig.
Von 1938 bis 1945 gehörte Mannsdorf an der Donau als Teil des neu geschaffenen 22. Bezirks Groß-Enzersdorf zu Wien.

### Einwohnerentwicklung
Nach dem Ergebnis der Volkszählung 2001 gab es 435 Einwohner. 1991 hatte die Gemeinde 427 Einwohner, 1981 330 und im Jahr 1971 339 Einwohner.
| Mannsdorf an der Donau: Einwohnerzahlen von 1869 bis 2024 | Mannsdorf an der Donau: Einwohnerzahlen von 1869 bis 2024 | Mannsdorf an der Donau: Einwohnerzahlen von 1869 bis 2024 | Mannsdorf an der Donau: Einwohnerzahlen von 1869 bis 2024 | Mannsdorf an der Donau: Einwohnerzahlen von 1869 bis 2024 |
| --------------------------------------------------------- | --------------------------------------------------------- | --------------------------------------------------------- | --------------------------------------------------------- | --------------------------------------------------------- |
| Jahr                                                      |                                                           |                                                           |                                                           | Einwohner                                                 |
| 1869                                                      | 1869                                                      |                                                           | 365                                                       | 365                                                       |
| 1880                                                      | 1880                                                      |                                                           | 369                                                       | 369                                                       |
| 1890                                                      | 1890                                                      |                                                           | 368                                                       | 368                                                       |
| 1900                                                      | 1900                                                      |                                                           | 372                                                       | 372                                                       |
| 1910                                                      | 1910                                                      |                                                           | 353                                                       | 353                                                       |
| 1923                                                      | 1923                                                      |                                                           | 364                                                       | 364                                                       |
| 1934                                                      | 1934                                                      |                                                           | 408                                                       | 408                                                       |
| 1939                                                      | 1939                                                      |                                                           | 450                                                       | 450                                                       |
| 1951                                                      | 1951                                                      |                                                           | 385                                                       | 385                                                       |
| 1961                                                      | 1961                                                      |                                                           | 357                                                       | 357                                                       |
| 1971                                                      | 1971                                                      |                                                           | 339                                                       | 339                                                       |
| 1981                                                      | 1981                                                      |                                                           | 330                                                       | 330                                                       |
| 1991                                                      | 1991                                                      |                                                           | 427                                                       | 427                                                       |
| 2001                                                      | 2001                                                      |                                                           | 435                                                       | 435                                                       |
| 2011                                                      | 2011                                                      |                                                           | 398                                                       | 398                                                       |
| 2021                                                      | 2021                                                      |                                                           | 385                                                       | 385                                                       |
| 2024                                                      | 2024                                                      |                                                           | 336                                                       | 336                                                       |
| Quelle(n): Statistik Austria, Gebietsstand 1.1.2021       |                                                           |                                                           |                                                           |                                                           |

## Kultur und Sehenswürdigkeiten

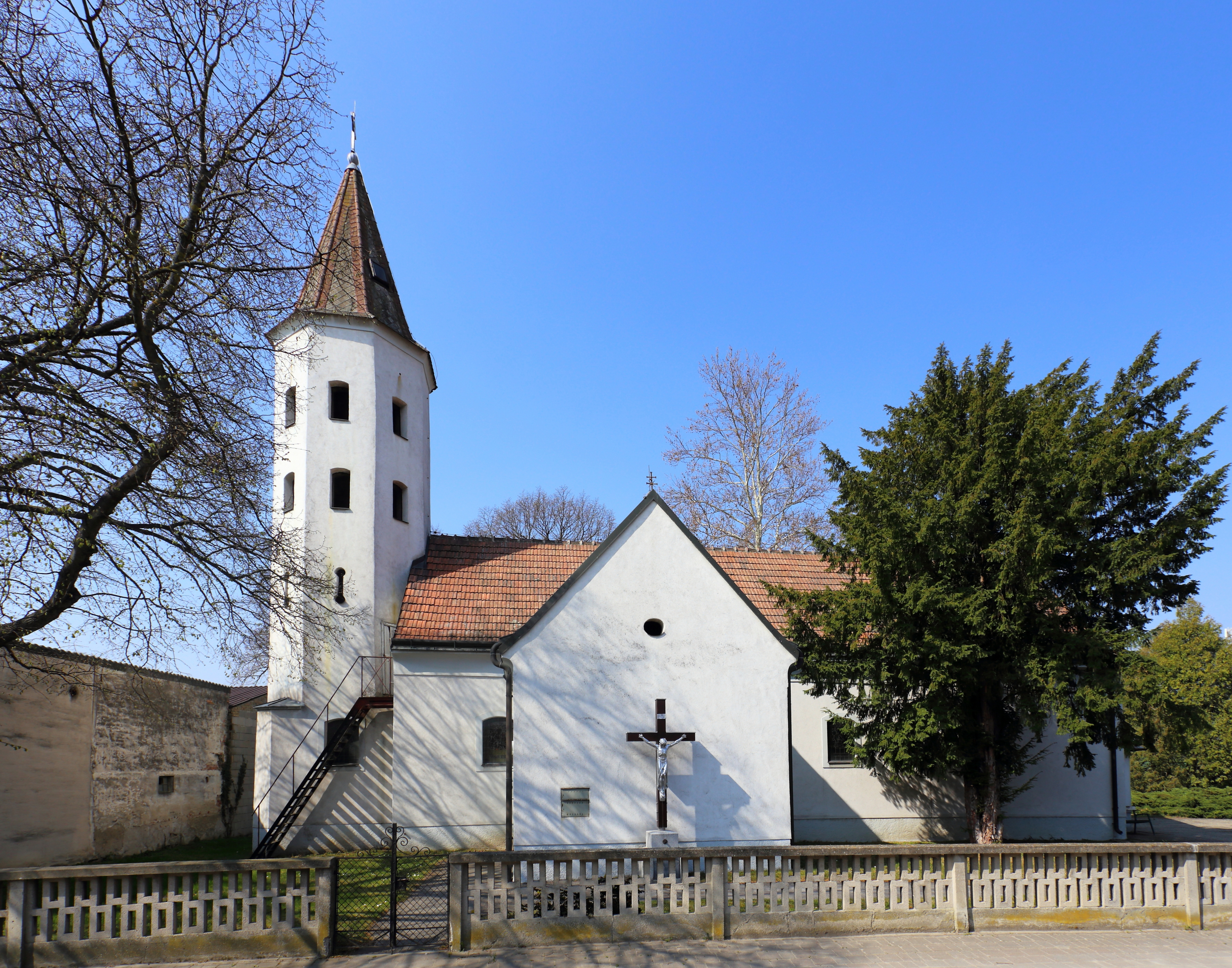
Filialkirche Mannsdorf an der Donau

### Bauwerke
- Katholische Filialkirche Mannsdorf an der Donau hl. Franz Xaver: Die barocke Kirche aus dem Jahr 1769 wurde 1955/1957 umgestaltet.

## Wirtschaft und Infrastruktur

### Wirtschaftssektoren
In den Jahren 1999 bis 2010 nahm die Anzahl der landwirtschaftlichen Betriebe von 24 auf 18 ab. Davon wurden vierzehn im Haupterwerb geführt, eine im Nebenerwerb, zwei von Personengemeinschaften und eine von einer juristischen Person. Im schwach ausgeprägten Produktionssektor beschäftigten zwei Baufirmen sieben Erwerbstätige. Die größten Arbeitgeber im Dienstleistungssektor waren die Bereiche Handel (39), Beherbergung und Gastronomie (15) und Verkehr (12 Mitarbeiter).
| Wirtschaftssektor            | Anzahl Betriebe | Anzahl Betriebe | Erwerbstätige | Erwerbstätige |
| Wirtschaftssektor            | 2011            | 2001            | 2011          | 2001          |
| ---------------------------- | --------------- | --------------- | ------------- | ------------- |
| Land- und Forstwirtschaft 1) | 18              | 24              | 31            | 33            |
| Produktion                   | 2               | 5               | 7             | 25            |
| Dienstleistung               | 25              | 8               | 83            | 47            |

1) Betriebe mit Fläche in den Jahren 2010 und 1999

### Arbeitsmarkt, Pendeln
Im Jahr 2011 lebten 197 Erwerbstätige in Mannsdorf. Davon arbeiteten 56 in der Gemeinde, mehr als siebzig Prozent pendelten aus.

### Verkehr
- Straße: Die wichtigste Verkehrsanbindung ist die Donau Straße B3.
- Rad: Auf dem Hochwasserschutzdamm im Süden des Gemeindegebietes verläuft der Donauradweg.[9]

### Sport
- FC Marchfeld Mannsdorf
- Donauradweg

## Politik

### Gemeinderat
Der Gemeinderat hat 13 Mitglieder.
- Nach den Gemeinderatswahlen in Niederösterreich 1990 hatte der Gemeinderat folgende Verteilung: 8 ÖVP, 3 UBLM–Unabhängige Bürgerliste Mannsdorf und 2 FPÖ.
- Nach den Gemeinderatswahlen in Niederösterreich 1995 hatte der Gemeinderat folgende Verteilung: 8 ÖVP, 4 UBLM–Unabhängige Bürgerliste Mannsdorf und 1 FPÖ.[10]
- Nach den Gemeinderatswahlen in Niederösterreich 2000 hatte der Gemeinderat folgende Verteilung: 8 ÖVP, 4 UBLM–Unabhängige Bürgerliste Mannsdorf und 1 FPÖ.[11]
- Nach den Gemeinderatswahlen in Niederösterreich 2005 hatte der Gemeinderat folgende Verteilung: 7 ÖVP und 6 UBLM–Unabhängige Bürgerliste Mannsdorf.[12]
- Nach den Gemeinderatswahlen in Niederösterreich 2010 hatte der Gemeinderat folgende Verteilung: 8 ÖVP und 5 UBLM–Unabhängige Bürgerliste Mannsdorf.[13]
- Nach den Gemeinderatswahlen in Niederösterreich 2015 hatte der Gemeinderat folgende Verteilung: 9 ÖVP und 4 UBLM–Unabhängige Bürgerliste Mannsdorf.[14]
- Nach den Gemeinderatswahlen in Niederösterreich 2020 hatte der Gemeinderat folgende Verteilung: 10 ÖVP und 3 UBLM–Unabhängige Bürgerliste Mannsdorf.[15]
- Nach den Gemeinderatswahlen in Niederösterreich 2025 hat der Gemeinderat folgende Verteilung: 8 ÖVP und 5 UBLM–Unabhängige Bürgerliste Mannsdorf.[16]

### Bürgermeister
Von den Dorfrichtern vor 1850 sind bekannt: 1761: Josef Zehetbauer, 1818: Jakob Pekowitsch, 1841: Anton Massinger
Bürgermeister seit 1850 waren:
- 1850–1857 Johann Juranitsch
- 1858–1866 Kaspar Warenitsch
- 1867–1875 Anton Massinger
- 1876–1884 Matthias Hafner
- 1885–1905 Lorenz Babitsch
- 1906–1930 Franz Unger
- 1931–1938 Josef Salzmann
- 1938–1945 Leoplod Unger (Ortsbauernführer)
- 1945–1954 Norbert Unger (Ortsvorsteher)
- bis 2014 Norbert Unger (ÖVP)
- seit 2014 Christoph Windisch (ÖVP)[17]

### Wappen
Das Gemeindewappen wurde am 8. Juli 2012 übergeben. Die Blasonierung lautet:
„Im gespaltenen Schild vorne in Blau ein rotbezungter silberner steigender Hund mit goldener Kette, hinten in Rot ein schrägrechter silberner Balken.“